# Chuck Flores
Chuck Flores, rodným jménem Charles Walter Flores (5. ledna 1935, Orange – 24. listopadu 2016) byl americký jazzový bubeník. Mezi jeho vzory patřil například Dave Tough. Svou kariéru zahájil v roce 1954 v kapele klavíristy Ike Carpentera. V letech 1976 a 1977 vydal dvě alba pod svým jménem; nesla název Flores Azules a Drum Flower. Během své kariéry spolupracoval s mnoha dalšími hudebníky, mezi které patří například Woody Herman, Carmen McRae, Al Porcino nebo Gil Fuller.